# Nilaveli

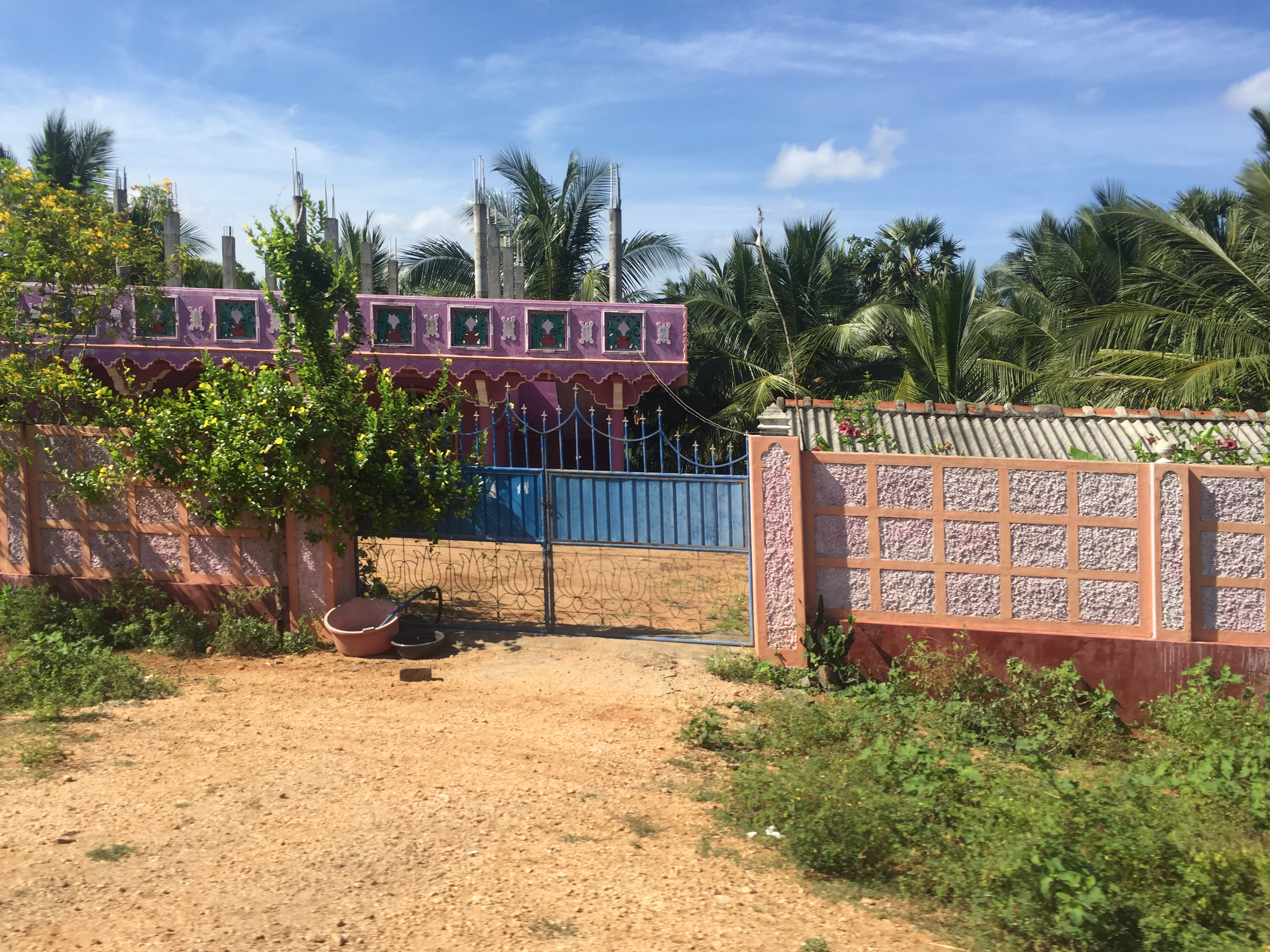
Nilaveli

Nilaveli je pobřežní letovisko a předměstí okresu Trincomalee na Srí Lance nacházející se 16. km severozápadně od města Trincomalee. Historicky oblíbená tamilská vesnice a turistická destinace okresu vedle nedalekého Uppuveli, počty návštěvníků klesly po tsunami v Indickém oceánu v roce 2004 a občanské válce na Srí Lance, ale od roku 2010 opět vzrostly. Národní park Pigeon Island, jeden ze dvou mořských národních parků regionu se nachází 1 km od pobřeží Nilaveli, jehož mnoho druhů vegetace, korálové a útesové ryby přispívají k bohaté biologické rozmanitosti Nilaveli.

## Historie
Tamilské nápisy Nilaveli z 10. století n. l. zmiňují chrám Koneswaram, který obdržel v tamilské zemi dotaci na pozemek o rozloze tisíc sedm set deseti akrů (dvě stě padesát čtyři vèli) suché a mokré půdy, aby pokryl své denní výdaje – role chrámu při poskytování různých služeb místní komunitě v letech 900-1000 n. l. 

## Obyvatelstvo
V roce 2024 má město 1006 obyvatel.

## Galerie

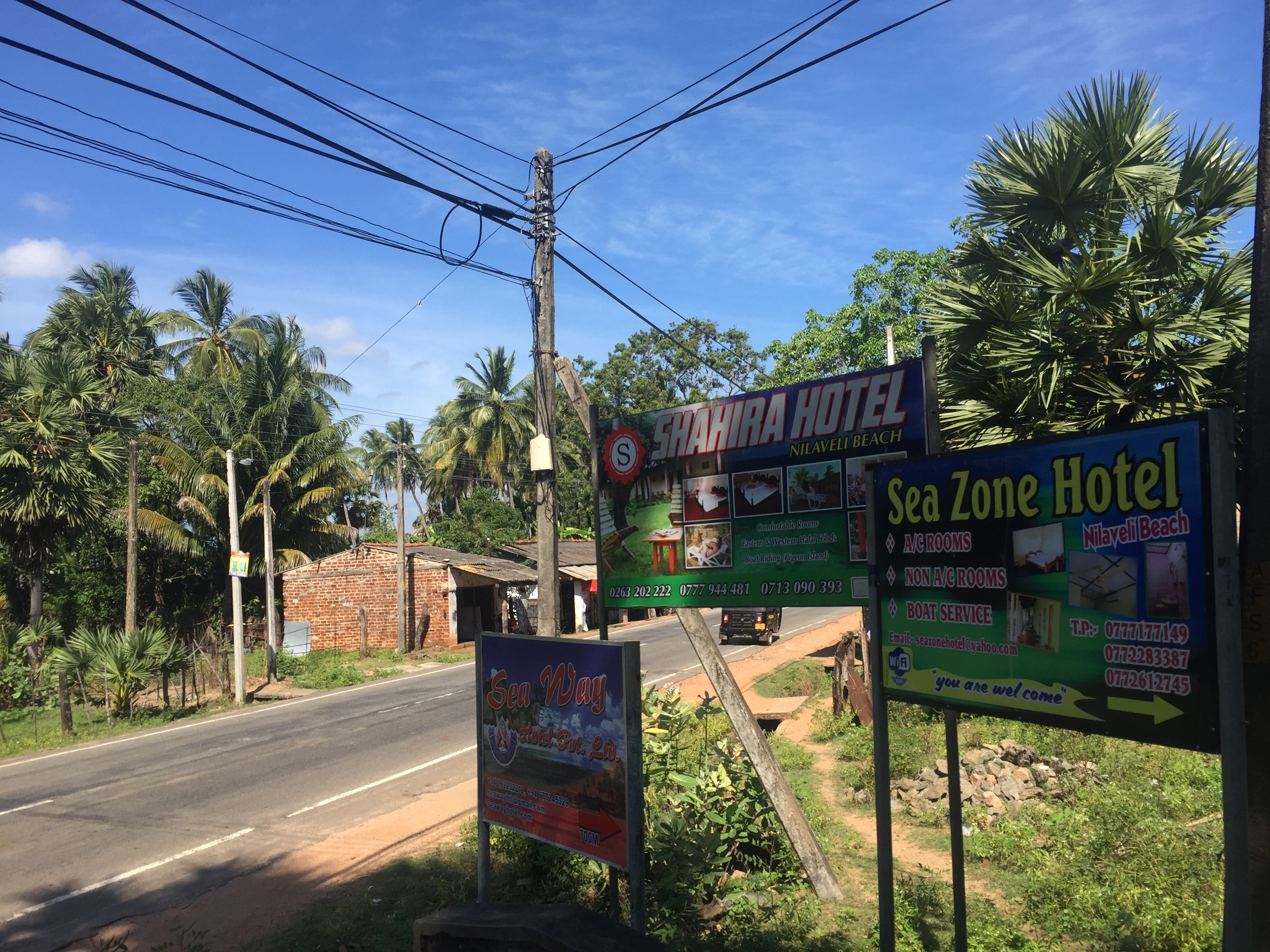
Ulice v Nilaveli
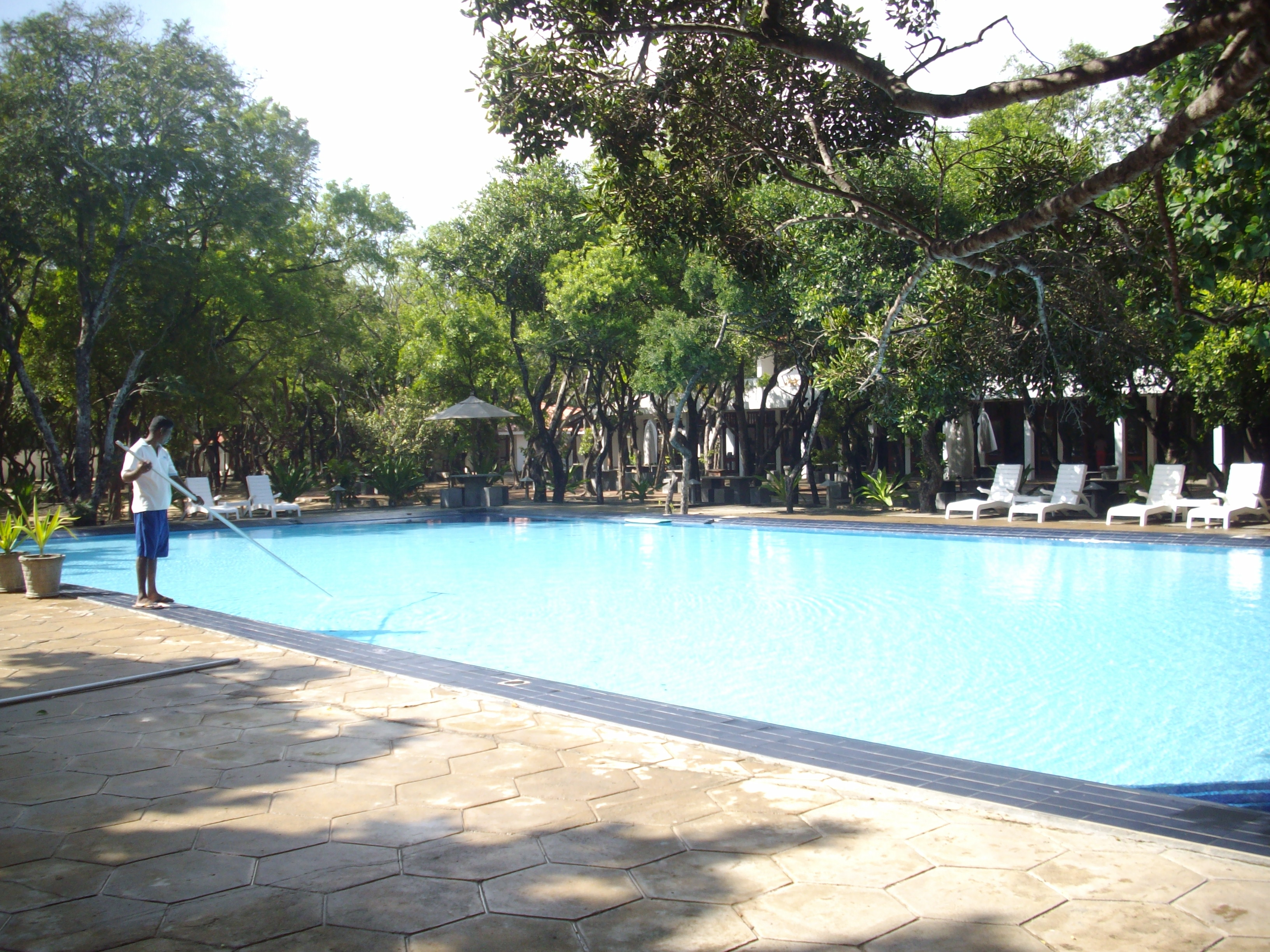
Bazén v hotelu v Nilaveli nedaleko pláže
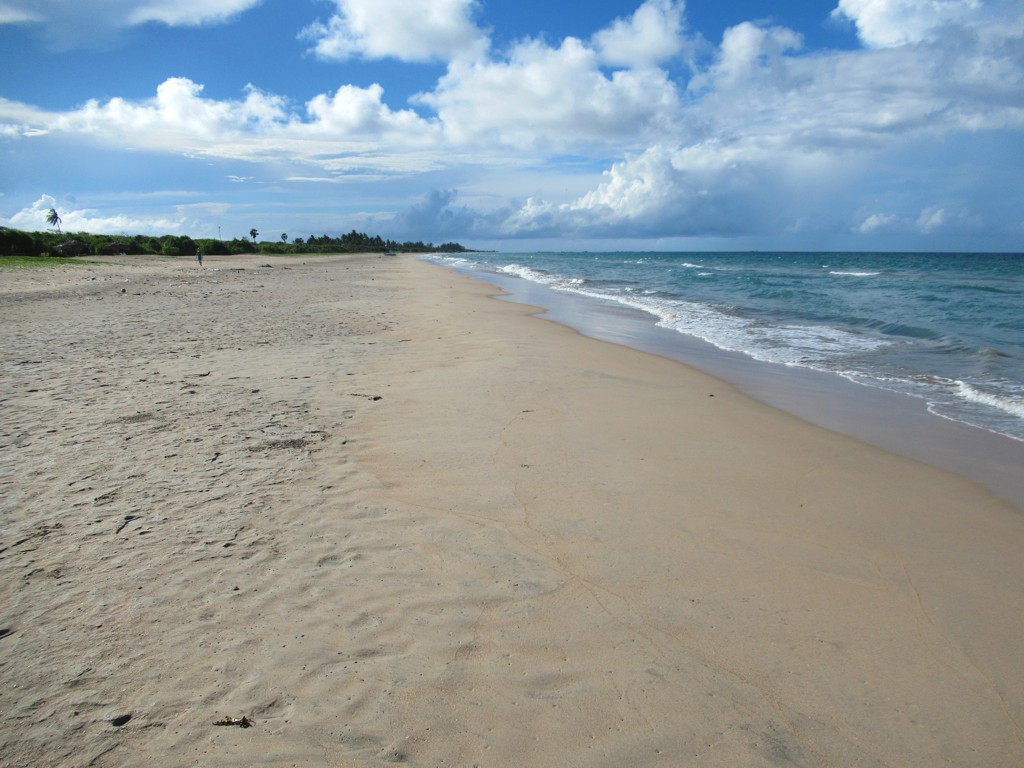
Pláž v Nilaveli